# Kusttandspindel
Kusttandspindel (Erigone longipalpis) är en spindelart som först beskrevs av Carl Jakob Sundevall 1830.  Kusttandspindel ingår i släktet Erigone och familjen täckvävarspindlar. Arten är reproducerande i Sverige.

## Underarter
Arten delas in i följande underarter:
- E. l. meridionalis
- E. l. pirini